# Agnese d'Austria (duchessa di Świdnica)
Agnese d'Austria (Vienna, 1322 – Świdnica, 2 febbraio 1392) è stata una principessa della casa d'Asburgo e l'ultima duchessa consorte di Świdnica.

## Biografia
Era la secondogenita del duca Leopoldo I e di sua moglie Caterina, figlia del conte Amedeo V di Savoia. Dopo la prematura morte del padre nel 1326, fu posta sotto la tutela degli zii paterni Federico il Bello ed Alberto II, insieme alla sorella Caterina (divenuta in seguito signora di Coucy
).
Il 1º giugno 1338 sposò Bolko II il Piccolo, duca di Schweidnitz, che desiderava in tal modo accrescere la propria posizione internazionale contro la casata di Lussemburgo, rivale di quella asburgica. Il matrimonio rimase in apparenza senza alcuna discendenza, sebbene alcune fonti affermino che da esso fossero nati due figli: Elisabetta, morta nel 1407, e Bolko che, secondo una leggenda slesiana, morì all'età di nove anni, ucciso inavvertitamente dal buffone di corte Jakob Thau, nel lanciargli una pietra durante un gioco.
Rimasta vedova nel 1368, Agnese ricevette in appannaggio vedovile, secondo le volontà del marito, le città di Świdnica, Jawor e di Lwówek.
Morì a Świdnica, il 2 febbraio 1392, e venne sepolta nella cappella francescana dei Principi dell'abbazia di Krzeszów. I ducati di Slesia vennero invece incorporati nel regno di Boemia dall'imperatore Venceslao, sulla base di un trattato stipulato nel 1353 tra suo padre Carlo IV ed il duca Bolko II.
Sotto il governo dell'abate Benedict II Seidel (1735–1747), nella cappella dell'abbazia venne collocata una scultura in marmo bianco che la raffigura, opera dello scultore boemo Anton Dorazil.

## Ascendenza
|                              |                      |                               | Genitori                       |  |  | Nonni |  |  | Bisnonni            |  |  | Trisnonni            |  |
|                              |                      |                               |                                |  |  |       |  |  | Rodolfo I d'Asburgo |  |  | Alberto IV il Saggio |  |
|                              |                      |                               |                                |  |  |       |  |  | Rodolfo I d'Asburgo |  |  | Alberto IV il Saggio |  |
|                              |                      | Edwige di Kyburg              |                                |  |  |       |  |  | Rodolfo I d'Asburgo |  |  |                      |  |
| Alberto I d'Asburgo          |                      |                               |                                |  |  |       |  |  | Rodolfo I d'Asburgo |  |  |                      |  |
|                              |                      | Gertrude di Hohenberg         | Burcardo V di Hohenberg        |  |  |       |  |  |                     |  |  |                      |  |
|                              |                      | Gertrude di Hohenberg         | Burcardo V di Hohenberg        |  |  |       |  |  |                     |  |  |                      |  |
|                              |                      | Gertrude di Hohenberg         | Matilde di Tubinga             |  |  |       |  |  |                     |  |  |                      |  |
| Leopoldo I d'Asburgo         |                      | Gertrude di Hohenberg         |                                |  |  |       |  |  |                     |  |  |                      |  |
|                              |                      | Mainardo II di Tirolo-Gorizia | Mainardo I di Tirolo-Gorizia   |  |  |       |  |  |                     |  |  |                      |  |
|                              |                      | Mainardo II di Tirolo-Gorizia | Mainardo I di Tirolo-Gorizia   |  |  |       |  |  |                     |  |  |                      |  |
|                              |                      | Mainardo II di Tirolo-Gorizia | Adelaide del Tirolo            |  |  |       |  |  |                     |  |  |                      |  |
| Elisabetta di Tirolo-Gorizia |                      | Mainardo II di Tirolo-Gorizia |                                |  |  |       |  |  |                     |  |  |                      |  |
|                              |                      | Elisabetta di Baviera         | Ottone II di Baviera           |  |  |       |  |  |                     |  |  |                      |  |
|                              |                      | Elisabetta di Baviera         | Ottone II di Baviera           |  |  |       |  |  |                     |  |  |                      |  |
|                              |                      | Elisabetta di Baviera         | Agnese del Palatinato          |  |  |       |  |  |                     |  |  |                      |  |
| Agnese d'Asburgo             |                      | Elisabetta di Baviera         |                                |  |  |       |  |  |                     |  |  |                      |  |
|                              | Tommaso II di Savoia | Tommaso I di Savoia           |                                |  |  |       |  |  |                     |  |  |                      |  |
|                              | Tommaso II di Savoia | Tommaso I di Savoia           |                                |  |  |       |  |  |                     |  |  |                      |  |
|                              | Tommaso II di Savoia | Margherita di Ginevra         |                                |  |  |       |  |  |                     |  |  |                      |  |
| Amedeo V di Savoia           | Tommaso II di Savoia |                               |                                |  |  |       |  |  |                     |  |  |                      |  |
|                              |                      | Beatrice Fieschi              | Teodoro III Fieschi di Lavagna |  |  |       |  |  |                     |  |  |                      |  |
|                              |                      | Beatrice Fieschi              | Teodoro III Fieschi di Lavagna |  |  |       |  |  |                     |  |  |                      |  |
|                              |                      | Beatrice Fieschi              | Simona della Volta             |  |  |       |  |  |                     |  |  |                      |  |
| Caterina di Savoia           |                      | Beatrice Fieschi              |                                |  |  |       |  |  |                     |  |  |                      |  |
|                              |                      | Giovanni I di Brabante        | Enrico III di Brabante         |  |  |       |  |  |                     |  |  |                      |  |
|                              |                      | Giovanni I di Brabante        | Enrico III di Brabante         |  |  |       |  |  |                     |  |  |                      |  |
|                              |                      | Giovanni I di Brabante        | Alice di Borgogna              |  |  |       |  |  |                     |  |  |                      |  |
| Maria di Brabante            |                      | Giovanni I di Brabante        |                                |  |  |       |  |  |                     |  |  |                      |  |
|                              |                      | Margherita di Dampierre       | Guido di Dampierre             |  |  |       |  |  |                     |  |  |                      |  |
|                              |                      | Margherita di Dampierre       | Guido di Dampierre             |  |  |       |  |  |                     |  |  |                      |  |
|                              |                      | Margherita di Dampierre       | Matilde di Bethune             |  |  |       |  |  |                     |  |  |                      |  |
|                              |                      | Margherita di Dampierre       |                                |  |  |       |  |  |                     |  |  |                      |  |